# Carmel (New York)
Carmel település az USA New York államában, Putnam megyében. Lakosainak száma 33 576 fő (2020. április 1.).

## Népesség
A település népességének változása:

| 2010 | 34 305 |
| 2020 | 33 576 |